# Daniel Wagenblast
Daniel Wagenblast (* 1963 in Schwäbisch Gmünd) ist ein deutscher Bildhauer.

## Leben
Wagenblast studierte von 1984 bis 1990 an der Staatlichen Akademie der Bildenden Künste Stuttgart bei Peter Grau und Rudolf Schoofs, anschließend bis 1993 Germanistik an der Universität Stuttgart. Mehrere Reisen in die USA 1992/93 inspirierten ihn zu seinem ersten großen Werkblock, der Serie Yellow Cab, N.Y., die verschiedenartige plastische Darstellungen der in den USA gewöhnlich gelben Taxi-Fahrzeuge zum Gegenstand hat. 1994 gehörte Wagenblast zu den Gründern der Künstlergruppe maximal. Von 1993 bis 1998 trat er auch als Saxofonist der Rockband Fiese Förtner in Erscheinung.
Seit den 1980er Jahren waren Arbeiten von Wagenblast bei zahlreichen Einzel- und Gruppenausstellungen zu sehen. Bedeutende mit Katalogveröffentlichungen verbundene Einzelausstellungen wurden 1996 in den Städtischen Museen Heilbronn, 1999 in der Galerie im Prediger, Schwäbisch Gmünd, und im Jahr 2000 in der Karlsruher Galerie Knecht und Burster gezeigt. Die Skulpturen sind üblicherweise als Keramik oder in Holz ausgeführt, Arbeiten im öffentlichen Raum aus stabileren Werkstoffen wie Aluminium- und Bronzeguss. 
Werke der Serie Yellow Cab, N.Y. und der Serie Weltenfahrer wurden von öffentlicher Hand aufgekauft und sind im öffentlichen Raum zu sehen, so etwa in Heilbronn, Bietigheim-Bissingen, Ditzingen, Schorndorf, Barnsley (Großbritannien), Spaichingen, Eschwege, Épernay (Frankreich), Stuttgart, Hamburg, Castrop-Rauxel und PiotrkowTrybunalski (Polen).
Auch gewann und realisierte Daniel Wagenblast eine Vielzahl von öffentlichen Kunst-am-Bau-Wettbewerben, wie z. B. sieben Sterne für die blauen Engel in Crailsheim und Mann auf Spaten, eine Skulptur in Gruibingen oder good day vor der DVAM in Detmold.

## Auszeichnungen
Mit seinen Arbeiten konnte Wagenblast mehrere Auszeichnungen und Preise erlangen, darunter 1992 den 1. Preis beim Wettbewerb Junge Kunst in Ostwürttemberg, 1993 den 1. Preis beim Bundeswettbewerb Das Atelier, 1991 bis 1994 ein Atelierstipendium der Staatlichen Akademie der Bildenden Künste Stuttgart und des Landes Baden-Württemberg, 1996/97 ein Stipendium der Kunststiftung Baden-Württemberg sowie die Auszeichnung Stadtkünstler 2000 in Spaichingen.

## Werke

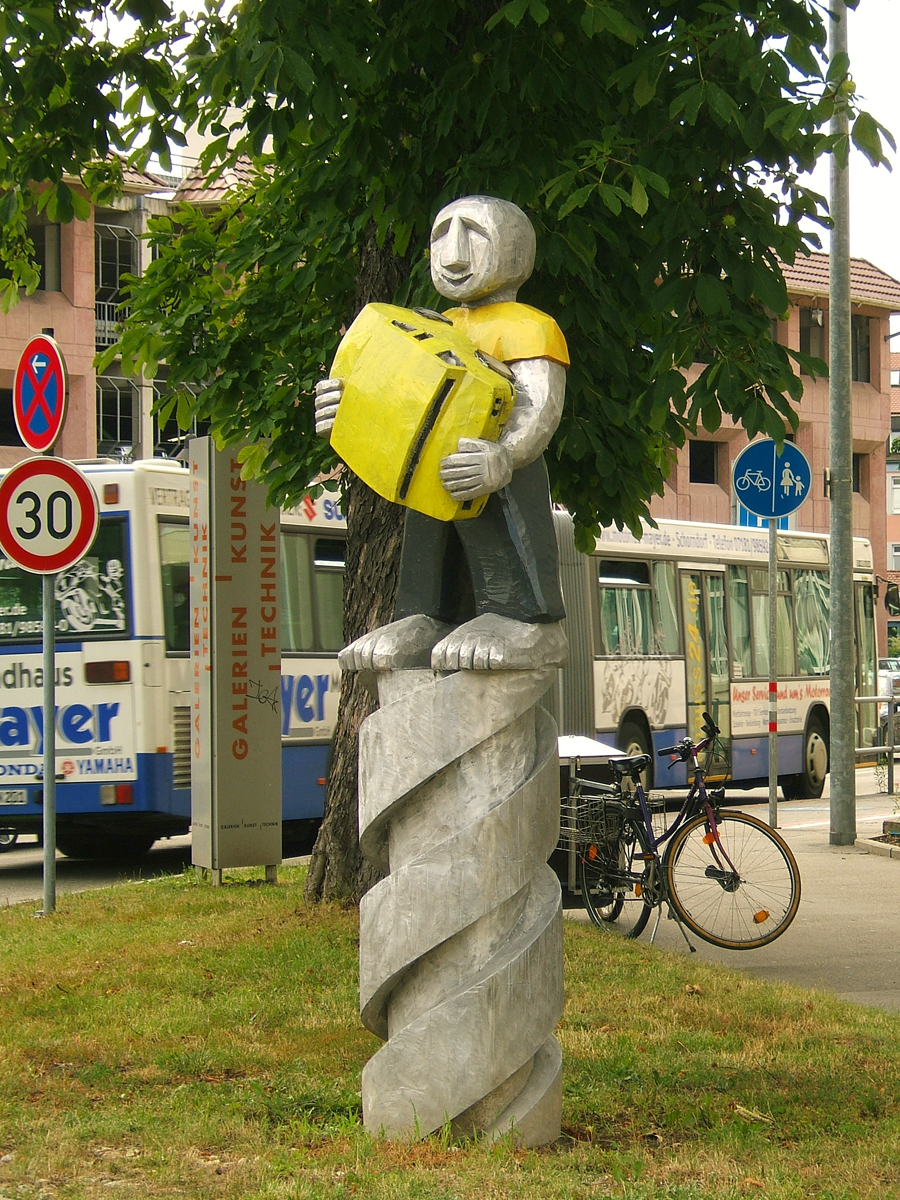
Mann mit dem Auto, Schorndorf
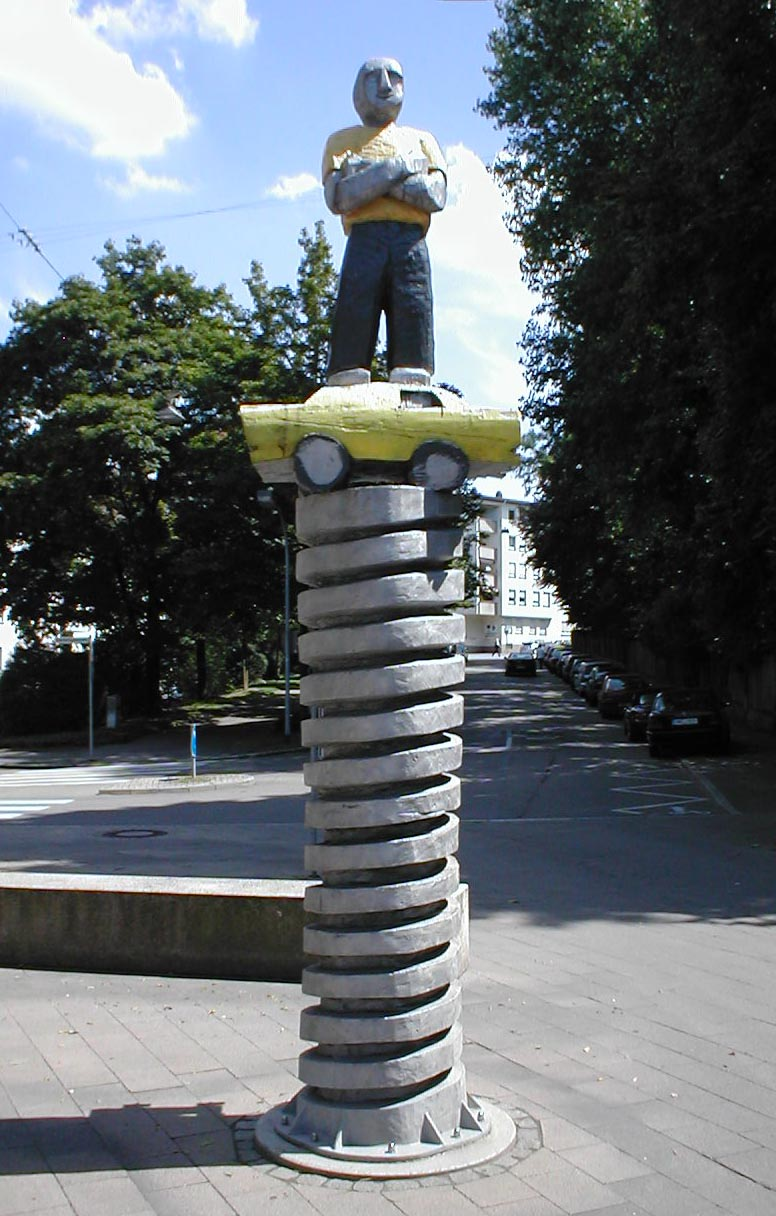
Taxidriver für Heilbronn, Heilbronn
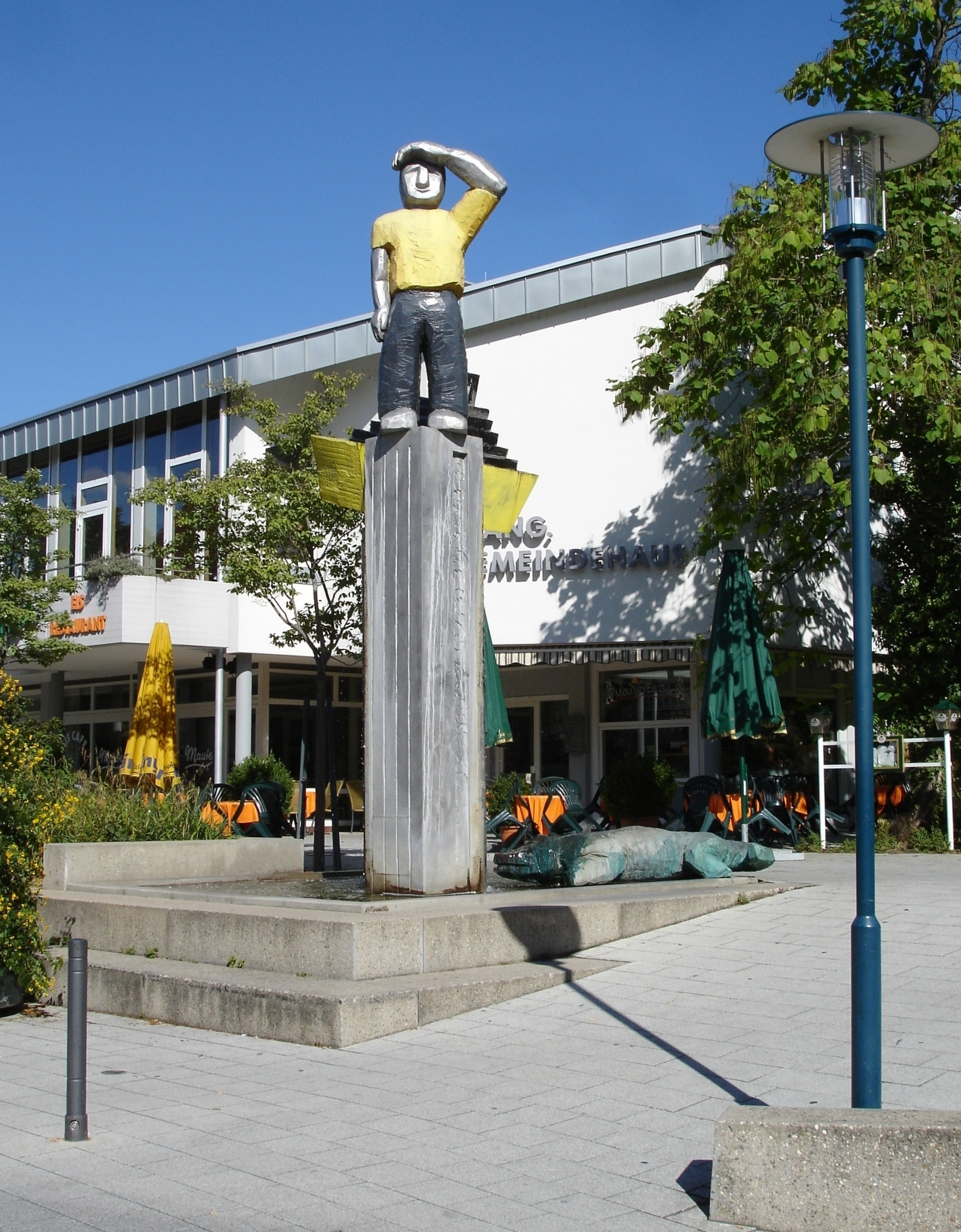
Weltenfahrer und Boot, Aluminiumguss, 2002, Ditzingen
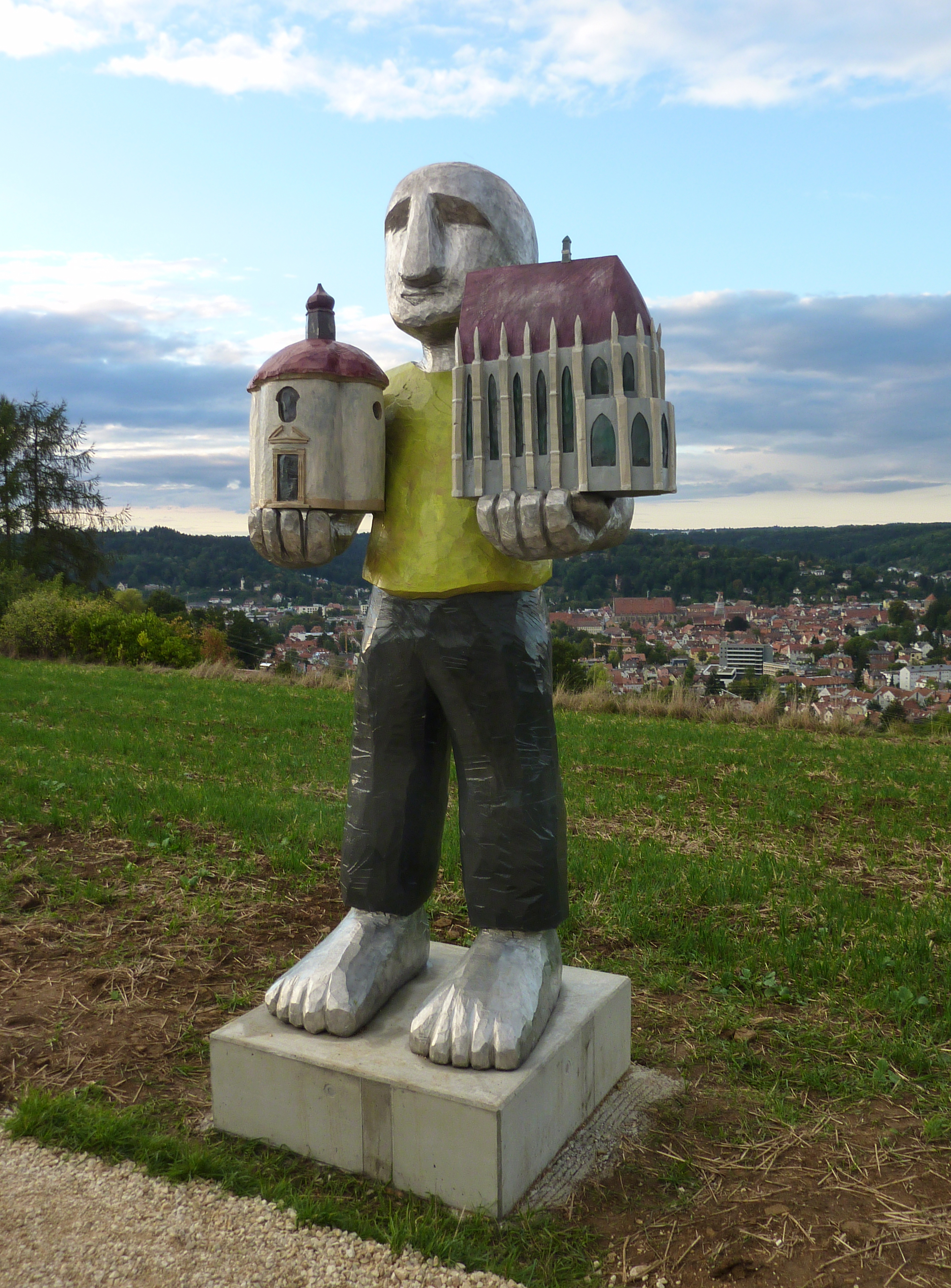
Wallfahrer, Aluminiumguss, 2013, Schwäbisch Gmünd, Wege zur Kunst

## Ausstellungen (Auswahl)
- 2000: „80 days“, Walled Garden, Museum Cannon Hall, Barnsley, England
- 2000: „Neue Arbeiten“, Lauenburgischer Kunstverein, Ratzeburg
- 2000: „ausstellung“, Museum Wilhelmsburg, Schloss Schmalkalden
- 2004: „weitvoraus der blick“, Städtische Galerie, Balingen
- 2005: „Kunstraum“, Stein am Rhein, Schweiz
- 2005: „Arbeiten aus den Majolika - Ateliers“, Staatliche Majolika, Karlsruhe
- 2005: „der Schnaps muss weg“, Kunstverein, Kirchzarten
- 2005: „ichunddu“, Museum für Technik und Kunst, Schorndorf
- 2006: „blow up“, Städtisches Museum, Engen
- 2007: „beziehungsweise“,Hospitalhof, Stuttgart
- 2008: „mein raum“, Haus am Lützowplatz, Berlin
- 2015: „Hand, Hirsch und Co“, GdFj, Altes Dampfbad, Baden-Baden
- 2015: „sein und sein“, Kunstverein Unna
- 2015: „Karlsruher Tulpenkultur“, Badische Landesbibliothek Karlsruhe
- 2016: „bereit für den langen Weg“, Kulturverein Zehntscheuer, Rottenburg
- 2017: „Hand, Hirn und Co“, Kunstmuseum Heidenheim
- 2017: „visitors from outer space“, Kunstraum Neureut
- 2017: „stand der dinge“, Kunstmuseum Singen
- 2017: „und weil es Freude macht“, Straubinger Stiftung, Spinnerei Leipzig
- 2017: „Nebukameza“, Forum Kunst, Rottweil